# Sân bay Khánh Dương
Sân bay Khánh Dương là một sân bay ở địa cấp thị Khánh Dương, tỉnh Cam Túc, Cộng hòa Nhân dân Trung Hoa. (IATA: IQN, ICAO: ZLQY). Sân bay này nằm cách trung tâm thành phố 8 km, có một đường băng dài 1800 m.

## Các hãng hàng không và các tuyến điểm
Các hãng hàng không sau đang hoạt động tại sân bay Khánh Dương:
- Grand China Express (Lan Châu, Tây An)